# Anne-Jules de Noailles
Anne-Jules de Noailles, comte d'Ayen en 1663 puis 2e duc de Noailles en 1678, est un maréchal de France, né le 5 février 1650 à Paris, et mort le 2 octobre 1708 au château de Versailles.

## Biographie
Fils aîné d'Anne de Noailles, 1er duc de Noailles, et de d’Anne-Louise Boyer de Sainte-Geneviève-des-Bois, dame d'atours de la reine Anne d’Autriche, Anne-Jules de Noailles sera l'un des plus importants généraux du règne de Louis XIV. Très vite il est destiné à la carrière des armes en étant nommé capitaine de la compagnie des gardes du corps en survivance de son père, en 1661. Suivant Louis XIV en Lorraine au siège de Marsal en 1663, il y est nommé Brigadier de la première compagnie des Gardes-du-Corps en 1665, œuvrant au sein des troupes que le roi avait envoyées au secours des Hollandais contre l'évêque de Munster et la Ligue du Rhin.
Aide-Major des Gardes (1666), il se signale comme aide de camp du roi, et prend part à la conquête de la Franche-Comté pendant la guerre de Hollande en 1672. Présent au siège de Maastricht en 1673, il est nommé maréchal de camp en 1677, et parvient au grade de lieutenant général en juillet 1681. Il devient, à ce poste, l’un des principaux généraux français de la fin du règne de Louis XIV. Servant en Flandre en 1685, il avait été pourvu duc de Noailles et Pair de France en 1678, sur démission de son père.
Chargé de réprimer les soulèvements calvinistes languedociens après la révocation de l'Édit de Nantes (1685), il s'acquitte de cette mission avec clémence et dans un esprit de conciliation dans un premier temps, puis avec beaucoup plus de vigueur. Il est nommé gouverneur du Roussillon à la suite de son père le 1er février 1678, puis du Languedoc de 1682 à 1689. Après avoir levé le régiment de Noailles-cavalerie en 1689, il commande durant la guerre de la Ligue d'Augsbourg l'armée destinée à seconder la révolte de Catalogne.
À cette occasion, il remportera un certain nombre de batailles fameuses dans cette partie sensible du royaume de France, récemment acquise par le traité des Pyrénées. Il bataille ainsi près de Gerone, prend et démolit Campredon, se rend maître de La Seu d'Urgell (1681), de Saint-Jean-de-Las-Abadessas, de Sant Pere de Ribes et de Ripoll (1690). Il fait fortifier Bellver de Cerdanya, obligeant ainsi « l'armée d'Espagne, quoique plus forte de beaucoup que celle de France, à sortir de Roussillon, & à repasser les montagnes qui les séparent de la Catalogne ».
Après le siège réussi de Roses en juin 1693, Le duc de Noailles doit déplacer ses troupes vers Coullioure. Marie Magdelaine Mouron, soldate, est blessée et doit révéler son sexe pour sauver sa vie. Le duc de Noailles l'apprend et, après l'avoir mise sous la protection de la femme d'un officier d'artillerie, l'envoie à Perpignan afin qu'elle y soit instruite.
Fort d'avoir remporté la bataille de la rivière Ter en 1694 ainsi que la place de Roses, il prend d'assaut la ville de Palamós le 7 juin de la même année, celle de Gérone le 16 du même mois, celle d'Hostalric au mois de juillet, et de la citadelle de Castelfollit au mois de septembre. Le duc de Saint-Simon, qui rapporte les évènements, précise :

« Il prit encore par la témérité d'un seul homme, le château de Castel-Follit, sur un pain de sucre de roche, fort haut, qui commande toute la plaine. [...] M. de Noailles suivit sa pointe, et prit Gérone en six jours de tranchée ouverte. La place capitula, le 29 juin, et la garnison de trois mille hommes ne servira point jusqu'au 1er novembre. Une si riante campagne valut au duc de Noailles des patentes de vice-roi de Catalogne, dont il prit possession dans la cathédrale de Gérone, et n'y oublia rien de toutes les cérémonies et les distinctions qui pouvaient le flatter »

Désormais Vice-roi de Catalogne, il prend effectivement possession de cette dignité dans la ville de Gérone, le 9 juillet 1694. Ayant déplu à Louis XIV sur son projet d'un siège de Barcelone par la mer, et malade de la petite vérole, le maréchal de Noailles rend la direction des armées au duc de Vendôme,. Ce dernier, également nommé vice-roi, prendra finalement la ville catalane en 1697.
En 1700, il accompagne Philippe V, petit-fils de Louis XIV, jusqu'à la frontière espagnole pour sa prise de pouvoir et son installation au trône d'Espagne.

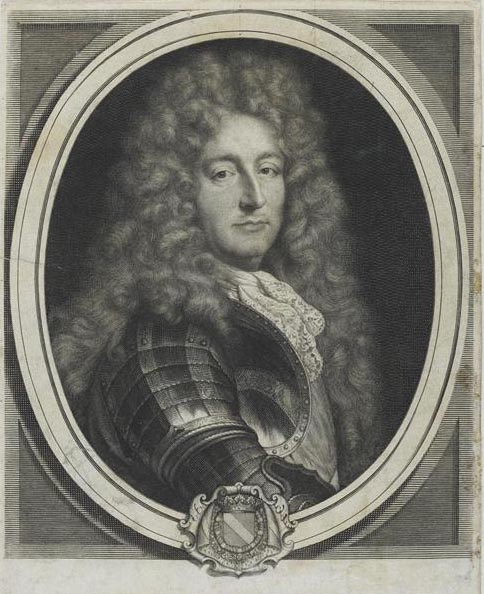
Anne-Jules de Noailles. Gravure anonyme d'après François de Troy

Partageant son temps entre sa province de Roussillon et la cour, Noailles, élevé à la dignité de maréchal de France depuis le 27 mars 1693, était, en février 1707, déjà malade : « son énorme grosseur et les accidents de sa maladie firent peur à sa famille » nous livre le duc de Saint-Simon. Il démissionne donc de son poste de capitaine des gardes du corps en faveur de son fils.
« M. de Noailles ne se consola point d'avoir donné sa charge à son fils. Ce vide lui fut insupportable, quoique toujours à la cour et dans la même considération. [...] Sa maladie fut très brusque et courte ». Le 2 octobre 1708, au château de Versailles, et « sur les cinq heures du soir », le vieux maréchal meurt « dans son fauteuil, au milieu de sa famille et de toute la cour qu'il avait tant aimée, en présence de Mme la duchesse de Bourgogne, à qui tous spectacles étaient bons, et des trois filles du roi qui accoururent et le virent passer. »
Il fut également chevalier de l'ordre du Saint-Esprit le 31 décembre 1688 et chevalier de l'ordre royal et militaire de Saint-Louis en 1693.

« C’était un homme d’une grosseur prodigieuse et entassé, qui précisément comme un cheval, mourut aussi de gras-fondu. Aussi était-il grand mangeur et faisait chez lui grande et délicate chère, mais pour sa famille et pour un très petit nombre d’amis. »

Saint-Simon, souvent partisan dans ses jugements car il ne portait pas la famille de Noailles dans son cœur, jugea le maréchal « grossier, pesant et moins que médiocre ». Il ne connaissait « jamais homme plus renfermé, plus particulier, plus mystérieux ni plus profondément occupé de la cour ; point d’homme si bas pour tous les gens en place ; point d’homme si haut, dès qu’il le pouvait, et avec cela fort brutal. […] Il plaisait au roi par son extrême servitude et par son esprit fort au-dessous du sien ».

## Fortune
Le Maréchal de Noailles, pour avoir dirigé durant trois ans les camps d'entrainements des armées du roi dans la plaine d'Acheres, près de Saint-Germain-en-Laye, fit construire, de 1678 à 1681 dans cette ville, un superbe hôtel particulier, œuvre de Jules Hardouin-Mansart.

## Mariage et descendance
Anne-Jules de Noailles avait épousé, le 13 août 1671, Marie-Françoise de Bournonville (1656-1748), fille d'Ambroise-François duc de Bournonville et de Lucrèce-Françoise, sœur de Charles de la Vieuville, de qui il eut dix-huit enfants :
1. Marie Christine de Noailles (1672-1748), qui épousa (1687) le maréchal (1671-1725), Antoine V de Gramont, duc de Gramont ;
2. Louis Marie de Noailles (1675-1680) ;
3. Louis Paul de Noailles (1676-1683), comte d'Ayen ;
4. Marie Charlotte de Noailles (1677-1723), qui épousa (1696) Malo III, marquis de Coëtquen[11] ;
5. Adrien Maurice de Noailles (1678–1766), 3e duc de Noailles ;
6. Anne Louise de Noailles (1679-1684) ;
7. Jean Anne de Noailles (1681-1685) ;
8. Julie Françoise de Noailles (1682-1698) ;
9. Lucie Félicité de Noailles (1683-1745), qui épousa (1698) Victor Marie d'Estrées (1660-1737), maréchal de France ;
10. Marie-Thérèse de Noailles, (1684-1784), qui épousa (1698) Charles François de la Baume Le Blanc, duc de La Vallière ;
11. Emmanuel Jules de Noailles (1686-1702), comte de Noailles ;
12. Marie-Françoise de Noailles (1687-1761), qui épousa (1703) Emmanuel de Beaumanoir, marquis de Lavardin ;
13. Marie Victoire de Noailles (1688-1766), qui épousa (1707) Louis de Pardaillan de Gondrin (1689-1712) (petit-fils de la marquise de Montespan et de son époux légitime), puis (1723) Louis Alexandre de Bourbon, comte de Toulouse (fils légitimé de la marquise de Montespan et de Louis XIV ; oncle paternel de Louis de Pardaillan) : postérité des deux mariages ;
14. Marie Émilie de Noailles (1689-1723) qui épousa (1713) Emmanuel Rousselet, marquis de Châteauregnaud, fils du marquis de Châteaurenault ;
15. Jules Adrien de Noailles (1690-1710), comte de Noailles ;
16. Marie Uranie de Noailles (°1691), religieuse ;
17. Jean Emmanuel de Noailles (1693-1725), marquis de Noailles;
18. Anne Louise de Noailles (1695-1773) qui épouse (1716) François-Macé Le Tellier marquis de Courtanvaux, petit-fils de François-Michel Le Tellier, marquis de Louvois (†1719), puis (1719) Jacques-Hippolyte Mancini (1690-1759) (Postérité de deux unions).

C'est son cinquième enfant, aîné de ses fils survivants, Adrien Maurice de Noailles, lui aussi maréchal de France, qui lui succéda comme duc de Noailles.

## Iconographie
- Portrait d'Anne-Jules de Noailles par Hyacinthe Rigaud
- Portrait d'Anne-Jules de Noailles par François de Troy, gravé par un anonyme, sans date